# Каласатама (станція метро)
60°11′15″ пн. ш. 24°58′37″ сх. д. / 60.18750° пн. ш. 24.97694° сх. д.
Каласатама (фін. Kalasataman metroasema, швед. Fiskehamnens metrostation) — станція Гельсінського метрополітену. Обслуговує райони Сьорняїнен та Каласатама. Відкрито 1 січня 2007.
Конструкція — естакадна крита з двома береговими платформами.
Виходи до торгового центру REDI.
Пересадка на автобуси № 16, 50, 55, 56, 58, 58B, 59, 85N, 86N, 90A, 90N, 92N, 94N, 95N, 96N, 97N.